# 無論何時都一直
《無論何時都一直》（日語：どんなときもずっと）是μ's的单曲，于2014年5月8日由Lantis发行。

## 概要
电视动画《Love Live!》第二期片尾曲。与第一期片尾曲《一定能听见青春的声音》类似，每次播出时演唱者有所不同，并且每次播出时都会有μ's不同成员接住羽毛的画面。初回限定盘附赠了μ's人物卡片一张（共9种）；此外若同时在特定店铺购买了本单曲以及《那就是我们的奇迹》的CD，可获得相应店铺的特典礼品，不同店铺对应不同种类特典。
单曲发行首周以约4.5万张的销量位列Oricon公信榜第2位，创下μ's歌曲排名最高记录；而μ's的上一首单曲《那就是我们的奇迹》当周销量排名第9位，μ's也因此首次有两张单曲同时登上Oricon公信榜周榜前十名。

## 收录曲目
括号中的中文翻译仅供参考，并非官方翻译。
1. （無論何時都一直）
  - 作词：畑亞貴，作曲、编曲：佐佐木裕（日语：佐々木裕）
2. COLORFUL VOICE
  - 作词：畑亞貴，作曲、编曲：渡边和纪（日语：渡辺和紀）
3. (Off vocal)
4. COLORFUL VOICE (Off vocal)

## 專辑收錄
| 曲名           | 專輯                                       | 發售日        | 專輯類型 |
| -------------- | ------------------------------------------ | ------------- | -------- |
|                | 《μ's Best Album Best Live! Collection Ⅱ》 | 2015年5月27日 | 精選輯   |
| COLORFUL VOICE | 《μ's Best Album Best Live! Collection Ⅱ》 | 2015年5月27日 | 精選輯   |